# Opisthacanthus africanus
Espèce
Synonymes
- Scorpio septemdentatus Beauvois, 1805

Opisthacanthus africanus est une espèce de scorpions de la famille des Hormuridae.

## Distribution
Cette espèce se rencontre au Mozambique, en Angola, au Congo-Brazzaville, au Gabon, au Cameroun et en Guinée.
Sa présence est incertaine au Congo-Kinshasa, en Centrafrique, en Guinée équatoriale et en Sierra Leone.

## Description
Le mâle holotype mesure 52,5 mm.

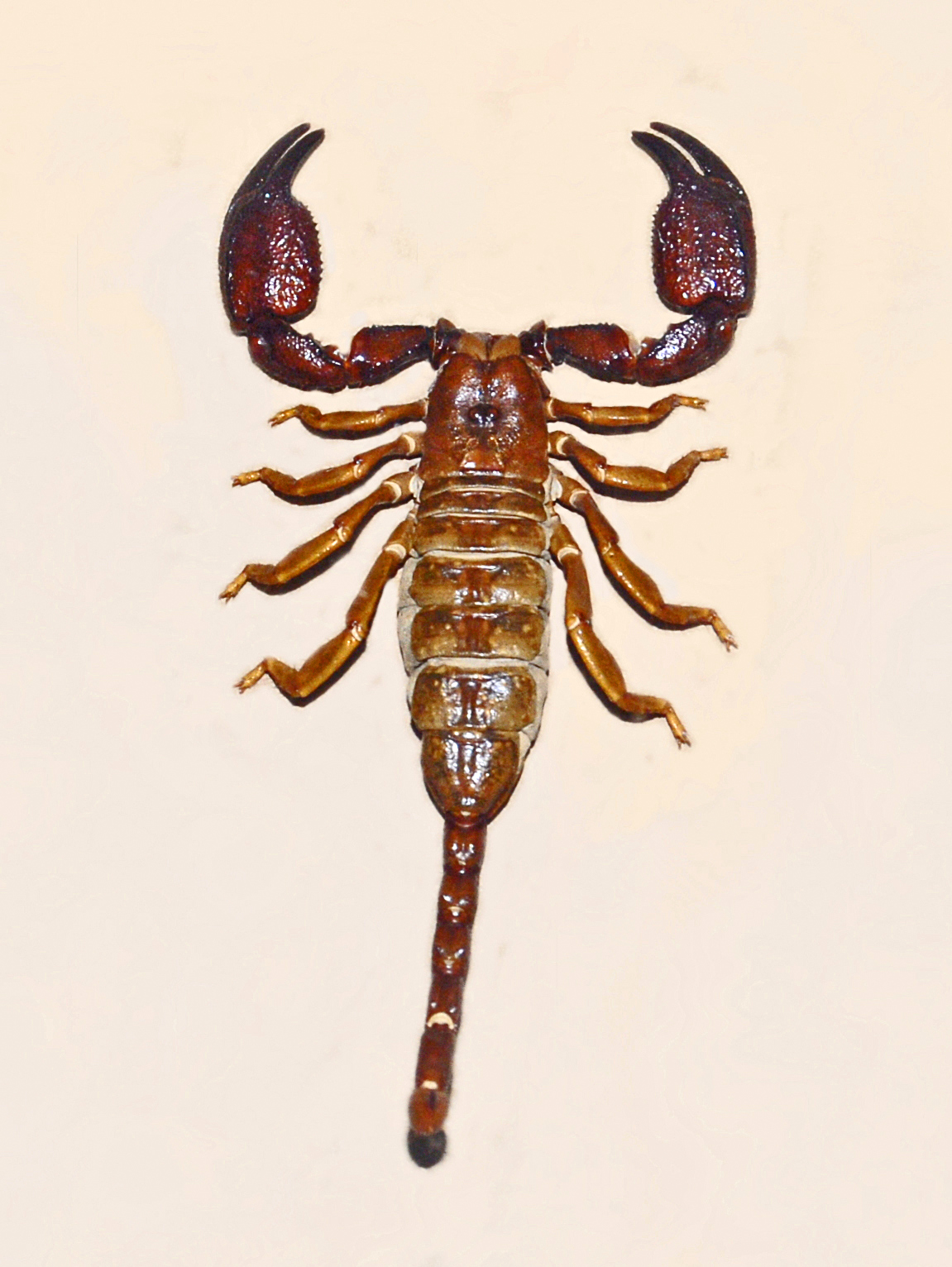
Opisthacanthus africanus

Le mâle décrit par Lourenço en 1987 mesure 60 mm et la femelle 65 mm.

## Liste des sous-espèces
Selon The Scorpion Files (21/06/2020) :
- Opisthacanthus africanus africanus Simon, 1876
- Opisthacanthus africanus pallidus Lourenço, 2003 d'Angola

## Étymologie
Son nom d'espèce lui a été donné en référence au lieu de sa découverte, l'Afrique.

## Publications originales
- Simon, 1876 : Étude sur le arachnides du Congo. Bulletin de la Société Zoologique de France, vol. 1, p. 12-15 & 216-224 (texte intégral).
- Lourenço, 2003 : About two species of Iiochelid scorpions collected in Western Africa (Scorpiones, Liochelidae). Entomologische Mitteilungen aus dem Zoologischen Museum Hamburg, vol. 14, no 168, p. 137-148 (texte intégral).